# Electro Metalúrgica del Ebro
Electro Metalúrgica del Ebro S.A. (EMESA) fue una industria radicada en Sástago (Provincia de Zaragoza, España) y que, pese a que tenía como objeto principal la obtención de carburo de calcio, jugó un papel importante en la industrialización y electrificación en el noreste español.
Hoy en día susbiste una fábrica química en La Zaida y diversas instalaciones de generación eléctrica en Sástago, herederas de la empresa. Los primitivos edificios de la compañía son hoy monumentos históricos que forman parte del patrimonio industrial.

## Historia

### Orígenes
Desde 1883, existían proyectos para el empleo de la fuerza del agua en los meandros de Sástago con el fin de generar electricidad. Ideados para regar las huertas de la zona, existían azudes que remansaban el agua y permitían potencialmente aprovechar su fuerza para más usos. En 1898, el inversor barcelonés Juan Espiell y Rovira logró la concesión de un caudal de 40 m³/s para generación eléctrica, en lo que sería el germen de una empresa más grande. Como era usual en la época, el potencial eléctrico del salto superaba el mercado esperable pues el uso para alumbrado era limitado con el poco desarrollo del transporte eléctrico.
Esto se conjuntaba con otras posibilidades del empelazamiento. La zona ofrecía también potencial para la industria química. Dado que el carburo de calcio se obtiene de rocas calizas mediante un proceso fuertemente demandante de energía eléctrica, las industrias relacionadas se debían establecer tanto cerca de zonas ricas en mineral como en fuentes de energía (carbón o saltos hidráulicos). Teniendo Sástago yacimientos de caliza y esta fuente de energía, en 1904 un grupo de inversores barceloneses que incluía a Espiell y Rovira apostó por la construcción de una fábrica de carburos en la localidad. El primer presidente fue el ingeniero Fernando Junoy i Vernet.
En 1907 se concluyó la primera central, aprovechando un azud en el meandro de Montler del que se derivaba agua mediante un túnel. Se trataba en una configuración hidráulica innovadora para la época. Esta central disponía de 3 turbinas francis de 125 CV con caudal nominal de 2,6 m³/s fabricadas por Escher Wyss y Planas y Flaquer que alimentaban generadores de corriente continua. Se obtenía así energía para alimentar los 5 hornos eléctricos en los que se fundía el mineral, además de servicios auxiliares como iluminación. En 1908 empezó la producción en la fábrica, generándose una producción anual de 815 toneladas de carburo.
La cifra iría creciendo con los años siendo instalados dos hornos más. El complejo aledaño incluía diversos edificios, comunicados con raíles para el desplazamiento del material, que forma parte del patrimonio industrial histórico de la región. A diferencia de otras edificaciones de la zona, esta primera fábrica-central estaba fuertemente influida por el estilo modernista neogótico catalán dada la procedencia del capital y los técnicos. Las edificaciones, que aún perduran, son de ladrillo con recubrimientos ornamentales de valor artístico.
El núcleo de ese complejo es un edificio de doble nave, que disponía de espacios separados para la central (en la que se conserva parte del equipo original) y la fábrica. Además de la central-fábrica, se construyó un edificio para mezclas y otro para trituración, embidonado y talleres, dependencias anexas para la portería,un despacho para la dirección de la fábrica, aseos y auxiliares como una carbonera y un secadero de carbón, talleres y almacenes, una carpintería y una fragua.

### EMESA como actor eléctrico e industrial
El éxito de este primer proyecto motivó la ampliación de la generación eléctrica y ya en 1913 se presentó la petición de otra concesión en el siguiente azud del río Ebro. En 1916 se concedieron 120 m³/s en el salto de Cinco Olivas, con 12 metros de desnivel. La disposición constructiva fue similar a la primera central, con un azud en las cercanías del primero del que se derivaba agua en dos túneles. Cuatro grupos de turbinas francis provistas por Voith aprovechaban esa agua y movían generadores trifásicos Westinghouse a 6,6 kV. La potencia total era de 20.500 kW que alimentaban a la fábrica y la demanda de eléctrica de la región.
La central se encontraba en las cercanías de la primera, con un edificio independiente de estilo racionalista de hormigón armado recubierto donde se nota la influencia de la nave de turbinas de la empresa AEG de Peter Behrens. Se trata de un diseño pionero en el uso de nuevos materiales, considerado como uno de los primeros de su tipo en Aragón. Incluía el edificio de la central, una portería-vivienda anexa y unas oficinas.
Técnicamente, empleaba el mayor tamaño de generador comercialmente disponible en España y, pese a superar la energía necesitada en momentos de valle de demanda, fue un hito en su época. Para garantizar solucionar los problemas de demanda, EMESA llegó a un acuerdo en 1928 con Eléctricas Reunidas de Zaragoza que le permitía a aquella revender la energía de EMESA en su red de distribución, además de desarrollarse una conexión hacia la más urbana y electrificada Cataluña. Por su papel en el sistema eléctrico, la empresa ganó la medalla de oro de la Exposición Internacional de Barcelona de 1929. En 1935 se amplió la concesión de la segunda central a 200 m³/s.
Durante la Guerra Civil Española, la central fue objetivo de bombardeos que limitaron su producción y motivaron la construcción de un refugio subterráneo. Sin embargo tras el final de la guerra, la fábrica creció y se diversificó. En 1941 se pidió la concesión para un tercer salto hidráulico y en 1942 pasó a fabricar también carbonato potásico.
Cuando se aprobó el tercer salto en 1950, se construyó una nueva central en Menuza, de 200 m³/s con un desnivel de 6 metros. Esta central usaba las nuevas y más eficientes turbinas kaplan con dos grupos alternadores trifásicos de 6,6 kW. La producción se destinó a abastecer una nueva fábrica química en la localidad de La Zaida, para lo que se hubo de construir una línea eléctrica de 30 kV. Se dispuso transporte por autobuses desde Sástago para los trabajadores que se veían reubicados, así como la construcción de una barriada para los obreros en la nueva fábrica.
La nueva planta produjo desde 1958 carburo cálcico en sustitución de la antigua fábrica de Sástago. Pese a su funcionalidad industrial, el conjunto carecía de la relevancia artística de sus antecesores y se enmarca en el llamado estilo de regiones devastadas, característico de las postguerra española con ladrillo y tejas usados siguiendo diseños estándar.

### Hacia la modernidad
En 1968 se acometió la reforma de la primera central, que tras haber quedado empequeñecida por las subsiguientes se usaba solo en picos de demanda (sobre todo, por calefacción en invierno). Se reestructuró la instalación, sustituyéndose las turbinas Francis por cuatro grupos bulbo. Esta variante de la turbina Kaplan había sido desarrollada años después de la construcción de la primera planta y ofrecía un mejor rendimiento en saltos como el de Sástago, de pequeña altura pero gran caudal.
En la década de 1970 la fábrica empleaba a un centenar de trabajadores. Aun a pesar de las malas perspectivas de mercado de la producción química, la venta de electricidad contribuía al buen beneficio de la empresa. En 1985 se planteó la reforma de la tercera central eléctrica, para aumentar el caudal a 252 m³/s, con lo que se añadió una tercera turbina Kaplan a la central.
La empresa había acabado formando parte del grupo Cros, que terminó unificando las principales empresas químicas de España antes de ser renombrado a Ercros. Emesa finalmente segregó sus actividades eléctrica y química en 1990-1991 al constituirse la filial Erkimia, que se quedó con la fabricación de carburos en La Zaida.
En 1990, FECSA compró la parte eléctrica por un precio no público (aunque se estima entre 4500 y 5000 millones de pesetas). La inclusión de FECSA en Endesa en 1996 llevó a esta a ser parte de la eléctrica, aunque parte de las acciones terminarían vendidas a GDF Suez. Entre 1997 y 2002 se reformó la segunda central, ensanchándose el túnel para reducir las pérdidas de carga y ampliándose el rodete de una de las turbinas. En 2004 la entidad celebró su centenario en un acto en el que el alcalde de Sástago les otorgó una placa conmemorativa que recuerda su labor por el desarrollo de la localidad.

## Galería

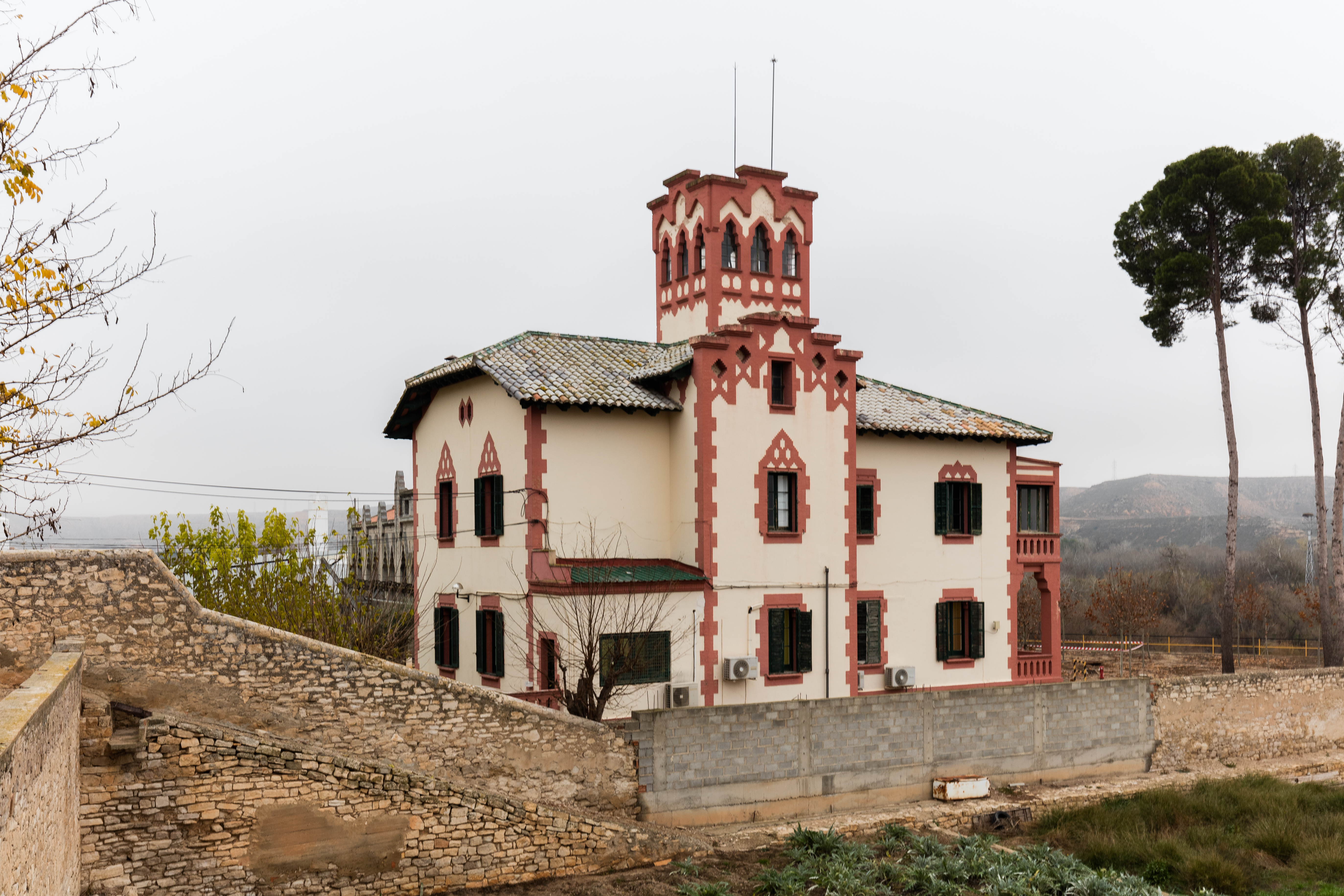
Oficinas de la central hidroeléctrica
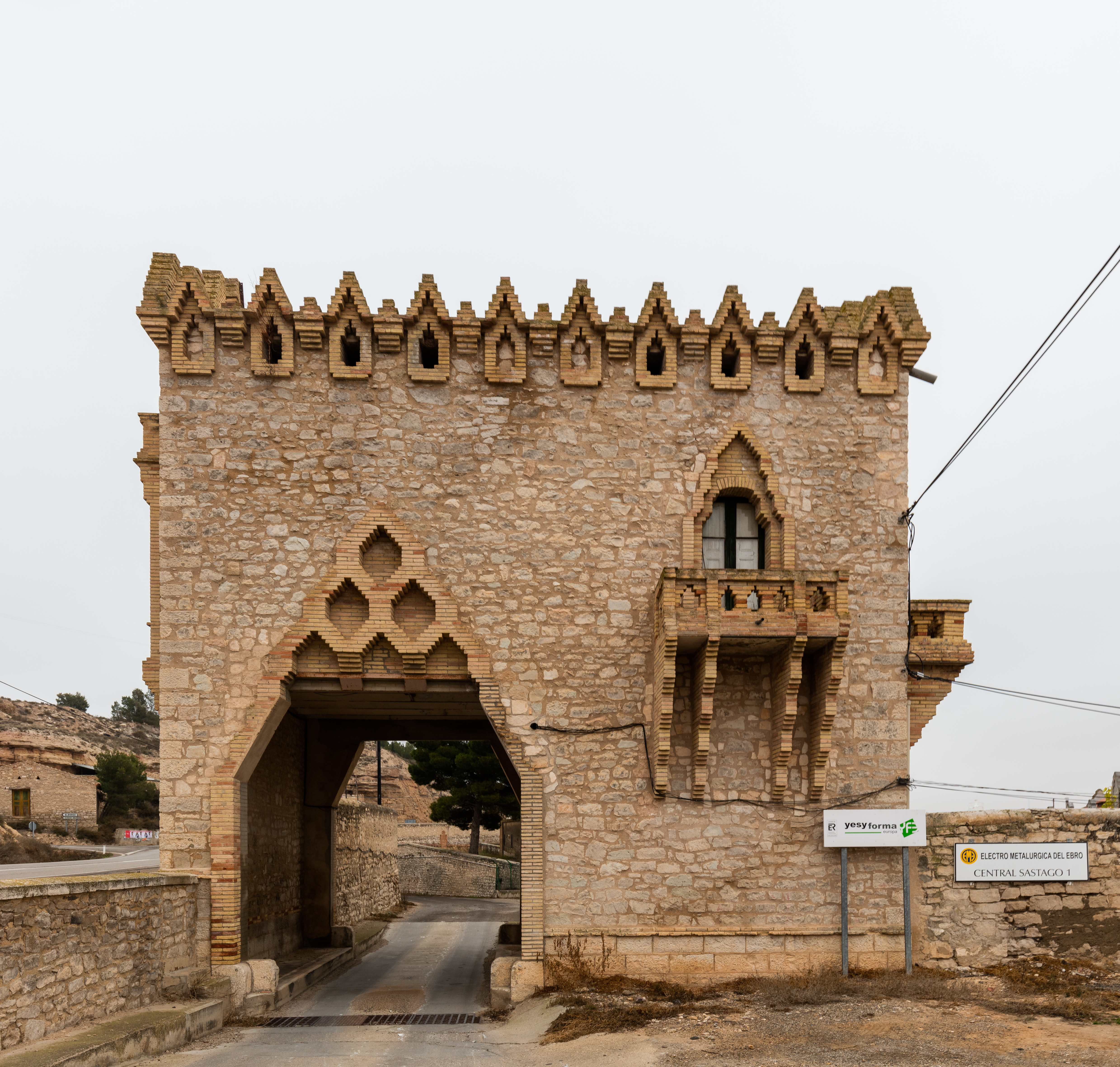
Oficinas de la central hidroeléctrica
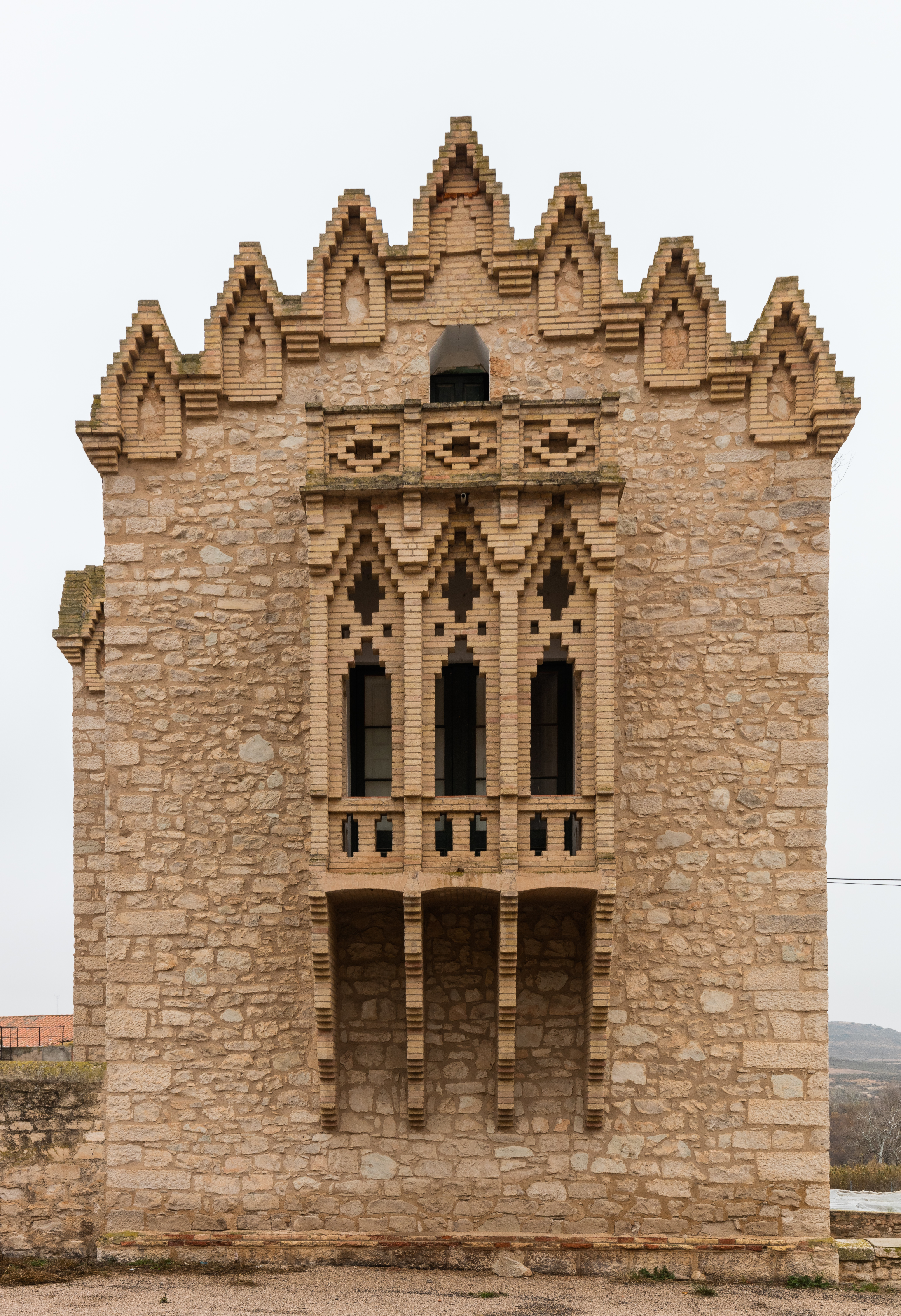
Oficinas de la central hidroeléctrica
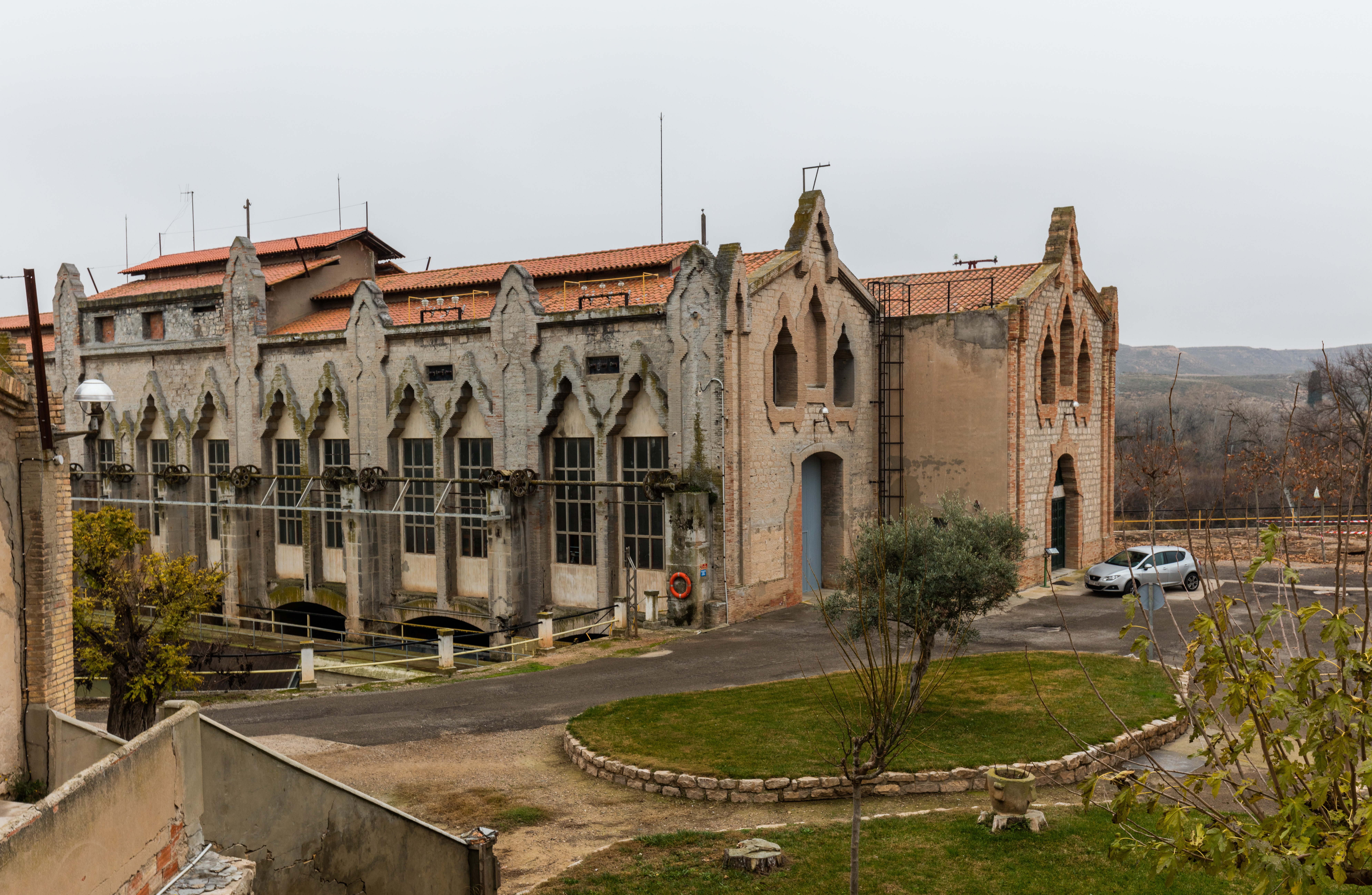
Nave de la central hidroeléctrica